# Oreopanax grandifolius
Oreopanax grandifolius är en araliaväxtart som beskrevs av Borchs. Oreopanax grandifolius ingår i släktet Oreopanax och familjen Araliaceae. Inga underarter finns listade.